# Lijst van weg- en veldkruisen in Nederweert
Dit is een onvolledige lijst van weg- en veldkruisen in de Nederlandse gemeente Nederweert. Onder kruisen wordt verstaan: alle weg-, veld- en hagelkruisen ed. De kruisen op kerkhoven of op gevels en daken van gebouwen zijn buiten beschouwing gelaten.
Bij enkele kruisen staat het huisnummer aangegeven van de woning die erbij ligt.
| Adres                         | Plaats          | Plaatsingsjaar | Soort kruis  | Extra informatie                                                                                          | Foto |
| ----------------------------- | --------------- | -------------- | ------------ | --- | ---- |
| Bergdijk                      | Leveroy         |                |              | |      |
| Bergenweg (bij nr. 8)         | Leveroy         |                |              | |      |
| Dorpsstraat-Luitstraat        | Leveroy         |                |              | |      |
| Kerkstraat (bij nr. 7b)       | Leveroy         |                |              | |      |
| Swelstraat (bij nr. 1)        | Leveroy         |                |              | |      |
| Bredeweg-Molenweg             | Nederweert      |                |              | |      |
| Colusdijk-Proosdijk           | Nederweert      |                | Memoriekruis | Geplaatst als herinnering aan de omgekomen vliegtuigbemanningen 1940-1945                                 |      |
| Heysterstraat-Hoek            | Nederweert      |                | Memoriekruis | Geplaatst als herinnering aan vier geallieerden, die hier sneuvelde tussen 28 september en 3 oktober 1944 |      |
| Moesemanstraat                | Nederweert      |                |              | |      |
| Roeven-Roeventerschans        | Nederweert      |                | Hagelkruis   | |      |
| Steer                         | Nederweert      |                | Memoriekruis | Geplaatst als herinnering aan drie arbeiders die hier zijn verongelukt                                    |      |
| Wessemerdijk (bij 6a)         | Nederweert      |                |              | |      |
| Arensburgerstraat-Kruisweg    | Nederweert-Eind |                |              | |      |
| De Riet (bij nr. 8)           | Nederweert-Eind |                |              | |      |
| Eind (bij nr. 27)             | Nederweert-Eind |                |              | |      |
| Houtstraat                    | Nederweert-Eind | 1940           | Memoriekruis | Geplaatst als herinnering aan de omgekomen Nederlandse militairen in 1940                                 |      |
| Kruisstraat (bij nr. 81)      | Nederweert-Eind |                |              | |      |
| Milderspaat                   | Nederweert-Eind |                |              | Geplaatst op het terrein van Openluchtmuseum Eynderhoof                                                   |      |
| Beelenstraat-Vrijkebomenweg   | Ospel           |                |              | |      |
| Horick-Neulensteeg            | Ospel           |                |              | |      |
| Hagelkruisbaan-Houwakkersteeg | Ospel           |                |              | |      |
| Kampersweg-Moosdijk           | Ospel           |                |              | |      |
| Kreijel (bij nr. 4)           | Ospel           |                |              | |      |
| Meijelseweg-Oude Dijk         | Ospel           |                |              | |      |